# Холодный, как лёд
«Холодный, как лёд» (англ. Cool as Ice) — кинофильм режиссёра Дэвида Келлогга, выпущенный в 1991 году. Главную роль (Джонни) в фильме сыграл рэпер Vanilla Ice.
Фильм снимался в качестве раскрутки Vanilla Ice, но в итоге с треском провалился в прокате и был разгромлен критикой.

## Сюжет
Джонни и несколько его приятелей едут на их мотоциклах в маленький город. Внимание Джонни привлекла девушка, но у неё есть проблемы: её родители в бегах в течение двадцати лет (по программе защиты свидетелей), но спустя двадцать лет старые враги их нашли.

## В ролях
- Vanilla Ice — Джон ван Оуэн
- Кристин Минтер — Кети Уинслоу
- Дизер Ди — Джазз
- Джон Хеймс Ньютон — Ник
- Наоми Кэмпбелл — певица
- Майкл Гросс — Гордон Уинслоу
- Кэтрин Моррис — Джен
- Бобби Браун — Моник
- Доди Гудмен — Мэй